# Apeadero de Meia Praia
El Apeadero de Meia Praia, igualmente conocido como Apeadero de la Meia Praia, es una plataforma ferroviaria de la Línea del Algarve, que sirve a la localidad de Meia Praia, en el ayuntamiento de Lagos, en Portugal.

## Características y servicios
Este apeadero es utilizado por servicios de pasajeros del tipo Regional, operados por la transportista Comboios de Portugal.

## Historia
El tramo entre Portimão y Lagos de la Línea del Algarve, en el cual este apeadero se inserta, abrió a la explotación  el 30 de  julio de 1922.